# Michael Rosbash
Michael Rosbash (* 7. března 1944 Kansas City, Missouri, USA) je americký genetik a specialista na chronobiologii, profesor biologie na Brandeisově univerzitě a výzkumný pracovník Lékařského institutu Howarda Hughese. Svým výzkumem mušky Drosophila melanogaster (octomilka) přispěl k objevu genů a molekulárních mechanismů podílejících se na regulaci biologických rytmů. Jeho práce významně přispěla k pochopení vlivu genetických podnětů na denní fyziologické procesy u lidí. V roce 2017 získal spolu s Jeffreym Hallem a Michaelem Youngem Nobelovu cenu za fyziologii a lékařství za objev molekulárních mechanismů řídících cirkadiánní rytmus (biologické hodiny, které řídí cyklické chování živočichů). Jejich objevy vysvětlují, jak rostliny, zvířata a lidé přizpůsobují svůj biologický rytmus různým fázím dne a noci.
Studoval na Kalifornském technologickém institutu (Caltech) v Pasadeně a na Biologie Physico-Chimique v Paříži a poté získal v roce 1970 doktorát na Massachusettském technologickém institutu (MIT). Po třech letech strávených na Edinburské univerzitě ve Velké Británii začal v roce 1974 pracovat na Brandeisově univerzitě ve Walthamu ve státě Massachusetts, kde se věnoval výzkumu vlivu genů na chování.

## Mládí a studia
Michael Rosbash se narodil v Kansas City ve státě Missouri a vyrůstal v Bostonu ve státě Massachusetts. Rodiče byli němečtí Židé a oba studovali ve 30. letech 20. století na univerzitě, otec práva a matka medicínu, dokud fašistický režim nepřijal zákony zakazující Židům vstup na univerzity. Oba se pak věnovali židovským profesím. Otec, který měl vynikající hlas a také náboženské vzdělání se stal kantorem (židovský duchovní, který zpívá nebo pronáší modlitby v synagoze). V roce 1938, několik měsíců před Křišťálovou nocí, odjeli z nacistického Německa do USA. Když děti trochu odrostly, chystala se matka v Bostonu dokončit studium medicíny. Otec však nečekaně ve dvaačtyřiceti letech zemřel na infarkt, když bylo Michaelovi deset a jeho bratrovi šest let. Tato tragédie rodinu velmi zasáhla. Matka musela chodit do práce, aby uživila své dvě děti. Po absolvování šestiměsíčního kurzu začala pracovat v cytologické laboratoři nemocnice Beth Israel a později se stala vedoucí oddělení. Michael chodil do školy v Newtonu na předměstí Bostonu a v sedmnácti letech odešel na Caltech. Původně studoval matematiku, ale později přešel na biologii a v roce 1965 získal bakalářský titul z chemie. Akademický rok 1965–1966 strávil jako stipendista v Paříži a na podzim 1966 nastoupil do doktorského programu na MIT, kde v roce 1970 získal doktorát z biofyziky.

## Profesní život
Po krátkém působení na univerzitě v Saint Andrews byl v letech 1971–1974 postdoktorandem na katedře genetiky na Edinburské univerzitě. V roce 1974 nastoupil jako odborný asistent na fakultu Brandeisovy univerzity a v roce 1986 byl jmenován profesorem biologie. V roce 1989 se stal výzkumným pracovníkem Lékařského institutu Howarda Hughese.
Rosbash zásadním způsobem přispěl k pochopení posttranskripční regulace genové exprese, zejména metabolismu RNA u kvasinek. Nejznámější je však díky své práci u drozofily. V 70. letech se začal zajímat o vliv genetiky na chování a navázal produktivní spolupráci se svým přítelem a kolegou z Brandeisovy univerzity Jeffreym Hallem. Vnitřní hodiny v našich buňkách nám pomáhají přizpůsobit biologický rytmus různým fázím dne a noci. Rosbash a Hall studovali octomilky, aby zjistili, jak tyto hodiny fungují. V roce 1984 úspěšně izolovali a sekvenovali gen u drozofily zvaný period, který se podílí na regulaci cirkadiánního rytmu (cyklické 24hodinové období biologické aktivity, které určuje denní vzorce chování). Přibližně ve stejné době zmíněný gen izoloval také Michael Young, který pracoval nezávisle na Rockefellerově univerzitě v New Yorku.
V 90. letech 20. století Rosbash a Hall objasnili mechanistickou roli výše uvedeného genu a ukázali, že kóduje bílkovinu PER, která se hromadí během noci v buněčných jádrech, zatímco během dne se odbourává. Uvedená zjištění je vedla k návrhu mechanismu, podle něhož se PER sám reguluje a inhibuje vlastní transkripci (syntézu RNA z DNA), když množství proteinu dosáhne kritického bodu.
Rosbach s Hallem dentifikovali také další proteiny, které tvoří součást biologických hodin v buňkách octomilky (proteiny DBT a TIM). Ukázalo se, že stejné principy platí i u jiných živočichů a rostlin. Jejich pozdější práce spolu s prací Younga a dalších výzkumníků v této oblasti pomohla potvrdit myšlenku, že cirkadiánní rytmus řídí samoregulační mechanismus podobný hodinám. Stejné molekuly, molekulární stroje a biologické principy řídí nejen biologické hodiny drozofily, ale také všudypřítomný proces cirkadiánní rytmicity v celé živočišné říši. Biologické hodiny řídí také velkou část buněčné fyziologie a metabolismu u všech mnohobuněčných živočichů, od člověka až po octomilku. U člověka cirkadiánní rytmus ovlivňuje klíčové funkce, jako spánek, hlad, metabolismus, tělesnou teplotu nebo hladiny hormonů.
V pozdější době se Rosbashův výzkum zaměřil na pochopení toho, jak cirkadiánní rytmus ovlivňují nervové funkce.

## Ocenění
Rosbash je členem Národní akademie věd USA, Americké asociace pro rozvoj věd a Americké akademie umění a věd. Během své kariéry získal řadu ocenění, včetně Gruberovy ceny za neurovědy (2009), ceny Louisy Gross Horwitzové (2011) a ceny Wiley za biomedicínské vědy (2013), o všechna tři ocenění se podělil s Hallem a Youngem.

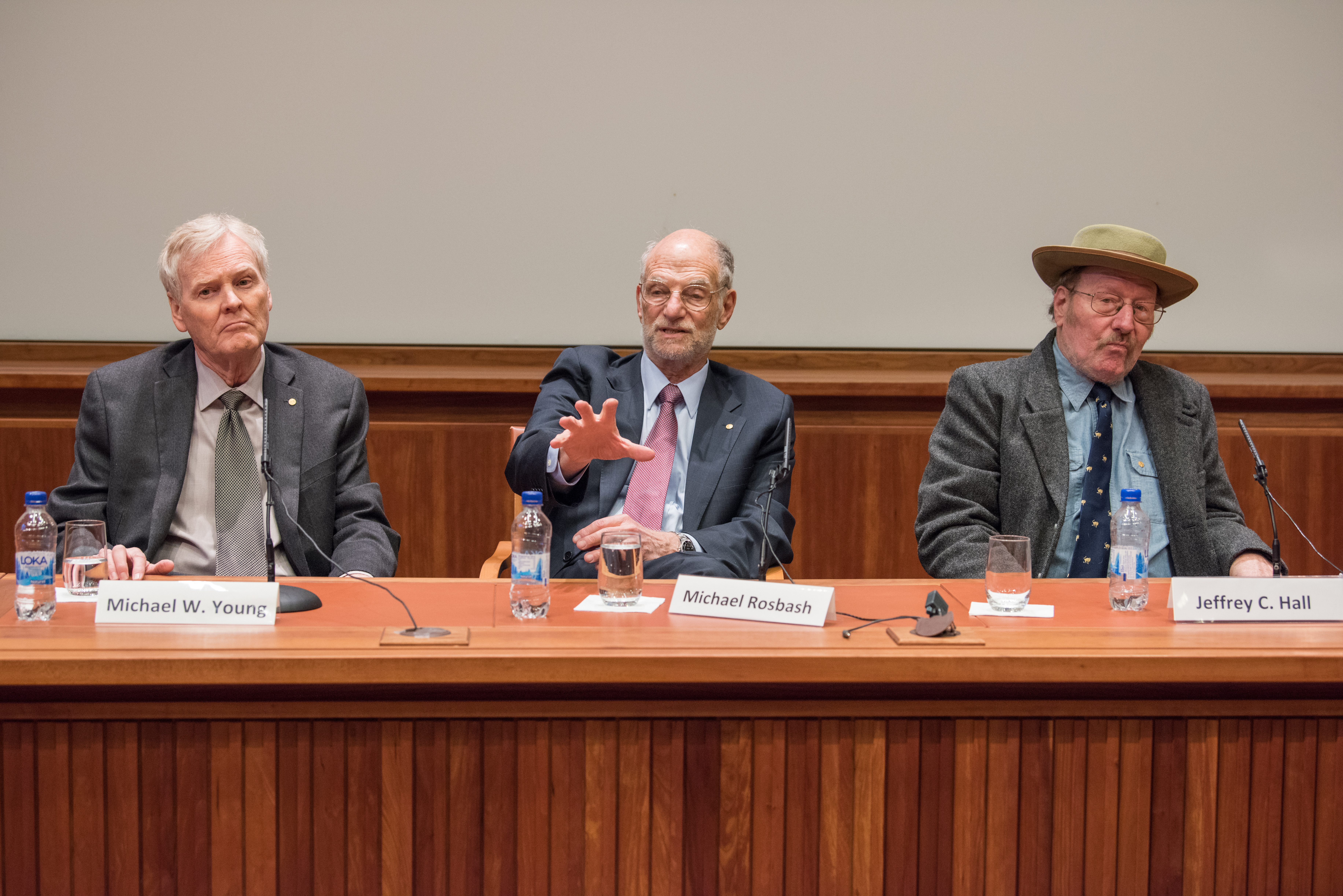
Laureáti Nobelovy ceny za fyziologii a lékařství za rok 2017

### Nobelova cena
Za objev molekulárních mechanismů řídících cirkadiánní rytmus byl v roce 2017 Rosbash spolu s Hallem a Youngem oceněn Nobelovou cenou za fyziologii a lékařství. Biologické hodiny se podílejí na mnoha aspektech komplexní lidské fyziologie a pochopení jejich mechanismu pomáhá vysvětlit například proč lidé cestující přes několik časových pásem trpí pásmovou nemocí (jet‑lag). Chronický nesoulad mezi životním stylem a rytmem diktovaným biologickými hodinami může zvyšovat riziko vzniku závažných poruch, například kardiovaskulárních, metabolických, gastrointestinálních a nádorových onemocnění nebo poruch spánku, imunity a kognitivních či psychických poruch.

## Osobní život
Michael Rosbash se oženil se svou studentkou Nadjou Abovich, která pochází z Chile, a má nevlastní dceru Paulu a vlastní dceru Tanyu. Má rád přírodu a věnoval se různým sportům. Na vysoké škole hrál fotbal, dvacet let hrál basketbal, pak tenis, jezdil na koni, plaval a stále jezdí na kole. Rád čte a zajímá se o politiku a svět kolem. Po manželčině odchodu do důchodu hodně cestují, často do Chile a na další exotická místa.